# Capilla de Nuestra Señora de las Nieves
La capilla de Nuestra Señora de las Nieves es el nombre que recibe una estructura cavada en una cueva en el hielo cerca a la base Belgrano II en el territorio que reclama Argentina como parte de lo que denomina Antártida Argentina.
Esta iglesia en una cueva con paredes hechas de hielo es el lugar más al sur de culto de cualquier religión en el mundo. Es una iglesia católica permanente para todo el año de la base argentina y de la estación de investigación científica fundada en 1955 en la isla de Coat.
Se trata de uno de los pocos templos católicos en todo el continente. Argentina posee otras capillas, mientras que el Ejército de Chile maneja la capilla de Santa María Reina de la Paz.

## Actividad de la Iglesia católica en la Antártida Argentina
La primera misa de la Iglesia Católica celebrada en la Antártida fue oficiada por el jesuita Felipe Lérida el 20 de febrero de 1946 en el observatorio Orcadas del Sud. El 18 de febrero de 1976 fue inaugurada la capilla San Francisco de Asís en la Base Esperanza, siendo la primera en el continente antártico. En 1978 se celebró el primer matrimonio católico en la base Esperanza. A partir de 1995 el obispado castrense de Argentina comenzó a desarrollar su programa de Pastoral antártica, asistiendo a las bases, barcos y personal antártico y destacando sacerdotes en las campañas antárticas. Desde 1996 las capillas de las bases antárticas argentinas cuentan de manera permanente con sagrarios con hostias consagradas y ministros extraordinarios de la Eucaristía designados por el obispo Castrense.
Las capillas antárticas argentinas que se ubican en las bases operativas de manera permanente son:
- Capilla San Francisco de Asís, en la base Esperanza, inaugurada el 18 de febrero de 1976.
- Capilla Stella Maris, en la base Orcadas.
- Capilla de Nuestra Señora de las Nieves, en la base Belgrano II.
- Capilla Santísima Virgen de Luján, en la base Marambio.
- Capilla Cristo Caminante, en la base San Martín.
- Capilla Nuestra Señora del Valle, en la base Carlini.

Existe también la capilla Stella Maris en el rompehielos ARA Almirante Irízar y la capilla Cristo Rey en la sede del Comando Antártico de Ejército Argentino en Buenos Aires, que se hallan afectadas a la actividad pastoral antártica.